# Harumafuji Kōhei
Davaanyam Byambadorj, in het Mongools Даваанямын Бямбадорж (Ulaanbaatar, 14 april 1984) - beter bekend als Harumafuji Kōhei - is een voormalig Mongolische sumoworstelaar.

## Levensloop
In 2012 trad hij - als vijfde niet-Japanner - toe tot de yokozuna, de hoogste klasse in het sumoworstelen. 
In november 2017 kondigde hij aan te stoppen met de sport, nadat hij in opspraak was gekomen na een gevecht met zijn jongere collega Takanoiwa Yoshimori op een feestje in oktober van dat jaar.